# Oren Peli
Oren Peli (hebräisch אורן פלי; * 1970 in Israel) ist ein israelisch-US-amerikanischer Spieleprogrammierer und Filmemacher. Bekanntheit erlangte er vor allem als Produzent und Drehbuchautor der "Paranormal Activity" Filmreihe.

## Leben und Karriere
Oren Peli kam 1990 aus Israel in die USA und arbeitet als Programmierer für Videospiele. Er war unter anderem an Spielen wie Mortal Kombat 3 (Midway Games, 1995) beteiligt. Danach arbeitete er für die zu Sony Computer Entertainment (SCE) gehörenden Entwicklungsteams 989 Studios (an den Spielen NFL Xtreme, 1998, und MLB 2004, 2003) und SCE Studios San Diego (an MLB 08: The Show, 2008).
Neben seiner Arbeit drehte Peli 2006 in seinem Haus im kalifornischen San Diego mit einer Sony-HD-Kamera seinen ersten Spielfilm Paranormal Activity. Der Film kostete ihn und seinen Produzenten Jason Blum nur 15.000 US-Dollar, die Drehzeit betrug sieben Tage und die Postproduktion dauerte ein Jahr. Im Oktober 2007 feierte die Independent-Produktion auf dem Screamfest Horror Film Festival ihre Festivalpremiere und lief, nachdem das Sundance Film Festival den Film abgelehnt hatte, im Januar 2008 auf der Sundance-Konkurrenzveranstaltung Slamdance. Nach dieser Aufführung wurden die Rechte von DreamWorks gekauft, ursprünglich mit der Intention, ein Remake drehen zu lassen. Diese Pläne wurden fallengelassen und der Kinostart verschob sich aufgrund der Auseinandersetzungen zwischen Dreamworks und dem damaligen Mutterkonzern Paramount immer wieder. Seit September 2009 wird der Film von Paramount schrittweise in die US-Kinos gebracht und dabei mittels einer viralen Marketingkampagne beworben. Bei Paranormal Activity, Paranormal Activity 2, Paranormal Activity 3 und Paranormal Activity 4 war er Produzent und Drehbuchautor.
Im Oktober und November 2009 fanden die Dreharbeiten zu Pelis zweitem Spielfilm Area 51 im Bundesstaat Utah statt. Der Film, wiederum eine Independentproduktion von Jason Blum, für die Peli erneut das Drehbuch schrieb, hatte ein Budget von fünf Millionen US-Dollar.
Peli ist Produzent und Regisseur des Pilotfilms zur ABC-Found-Footage-Serie The River, diese entstand unter der Produktion von Steven Spielberg. 2012 war er als Drehbuchautor und Produzent am Low-Budget-Horrorfilm Chernobyl Diaries beteiligt.

## Filmografie (Auswahl)
Produzent
- 2007: Paranormal Activity (auch Regie, Drehbuch)
- 2010: Insidious
- 2010: Paranormal Activity 2
- 2011: Paranormal Activity 3
- 2012: Chernobyl Diaries (auch Drehbuch)
- 2012: The Lords of Salem
- 2012: The Bay – Nach Angst kommt Panik (The Bay)
- 2013: Insidious: Chapter 2
- 2014: Paranormal Activity: Die Gezeichneten (Paranormal Activity: The Marked Ones)
- 2015: Insidious: Chapter 3 – Jede Geschichte hat einen Anfang (Insidious: Chapter 3)
- 2015: Paranormal Activity: Ghost Dimension (Paranormal Activity: The Ghost Dimension)
- 2015: Area 51 (Regie)
- 2018: Insidious: The Last Key
- 2021: Paranormal Activity: Next of Kin
- 2023: Insidious: The Red Door